# Orient Overseas Container Line
Orient Overseas Container Line (OOCL) là một công ty dịch vụ vận tải container và hậu cần tại Hồng Kông.
OOCL là một trong những công ty vận tải và hậu cần lớn nhất thế giới với hơn 280 văn phòng trên khắp 55 quốc gia trên thế giới, cung cấp 78 dịch vụ bao phủ những thị trường thương mại quốc tế với một đoàn tàu hơn 270 chiếc, bao gồm những tàu thuộc nhóm Grand Alliance, tàu trung chuyển, tàu do OOCL sở hữu và những tàu vận hành. OOCL sở hữu những tàu thuộc nhiều lớp khác nhau với sức chứa hàng đa dạng từ 2.500 TEU đến 8.063 TEU, và tàu lớp băng cho những điều kiện thời tiết khắc nghiệt.
Grand Alliance thành lập năm 1998. Những thành viên của nhóm bao gồm Hapag-Lloyd (Đức), NYK (Nhật) và OOCL (Hồng Kông).

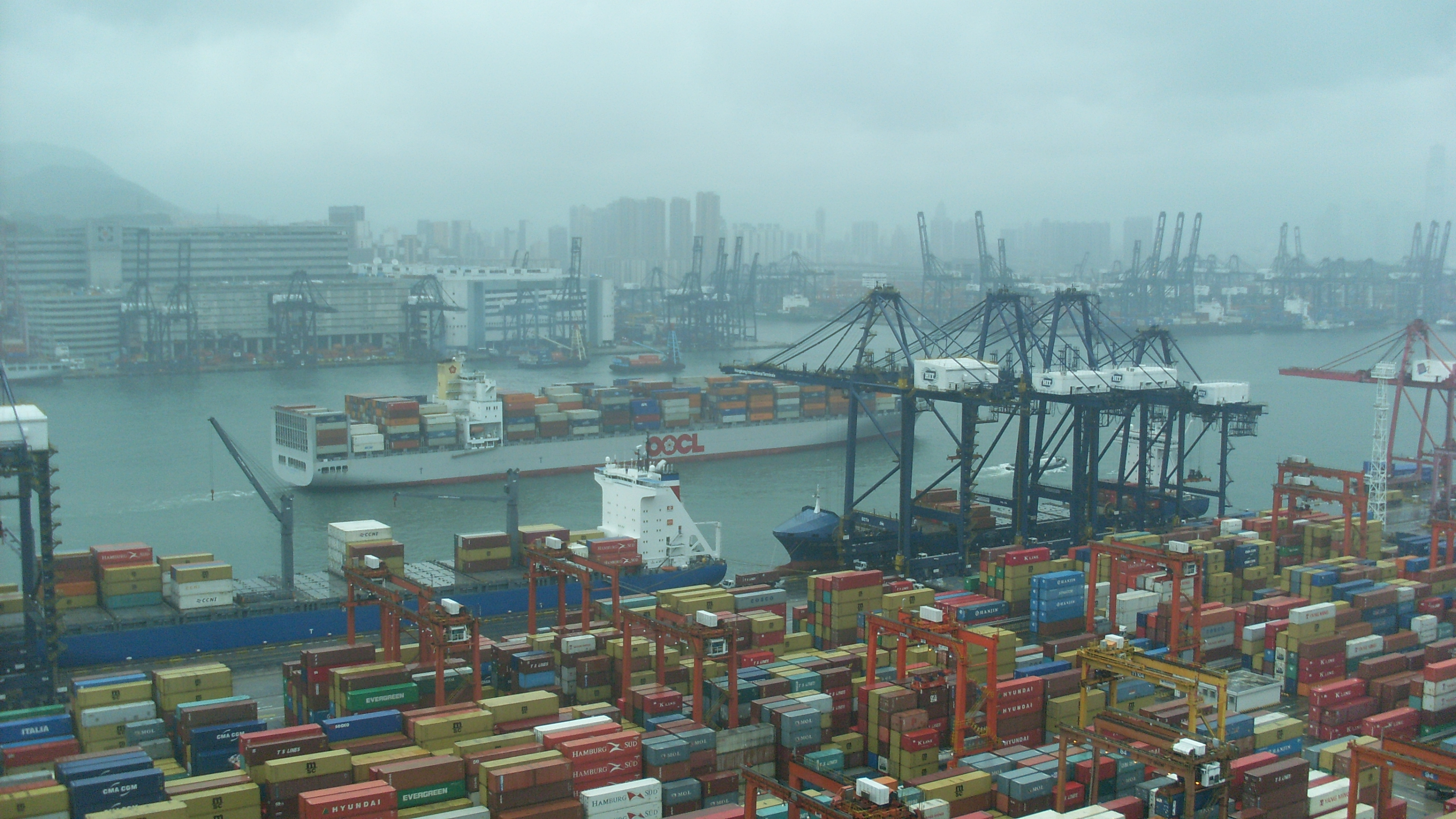
Một tàu OOCL đang đi qua trạm container 9 tại Hồng Kông.

## Nhiệm vụ
OOCL tuyên bố nhiệm vụ của mình là tốt nhất và tân tiến nhất trong ngành cung cấp dịch vụ vận chuyển container quốc tế và hậu cần; "Tạo ra một liên kết quan trọng trong thương mại thế giới" và tạo ra giá trị cho khách hàng, nhân viên, cổ đông và các đối tác.

## Dịch vụ tàu biển
OOCL cung cấp khoảng 78 dịch vụ hàng tuần trên toàn thế giới. Liên kết châu Á, châu Âu, Bắc Mỹ, Địa Trung Hải, tiểu lục địa Ấn Độ, Trung Đông và Úc/New Zealand, công ty cung cấp dịch vụ vận tải đến tất cả các khu vực kinh tế trọng yếu của phương Đông và phương Tây trên khắp thế giới. OOCL là một trong những nhà cung cấp dịch vụ quốc tế hàng đầu cho Trung Quốc, cung cấp các dịch vụ đa dạng về hậu cần và vận tải khắp đất nước.

## Trạm container
Các công ty trực thuộc OOCL sở hữu hoặc vận hành những trạm container chuyên dụng ở Bắc Mỹ và châu Á, cụ thể là: Trạm Container Long Beach ở California và KAOCT ở Cao Hùng, Đài Loan.

## Công nghệ thông tin
Khởi đầu từ năm 1993, sau 6 tháng nghiên cứu, công ty đã thành công khi cho ra đời một hệ thống công nghệ thông tin được thiết kế chuyên biệt cho ngành công nghiệp vận tải container, Hệ thống Thông tin Khu vực Tích hợp (Integrated Regional Information System - IRIS-2), vào năm 1999. IRIS-2 tích hợp những quy trình kinh doanh của tất cả các văn phòng OOCL, những đơn hàng vận chuyển của khách hàng và thông tin tài chính vào trong một hệ thống. OOCL đã được vào vòng chung kết giải thưởng được nhiều người mong đợi của viện Smithsonian về Đổi mới vào năm 1999 về những thành tích vượt bậc với IRIS-2. IRIS-2 được viết bằng ngôn ngữ GemStone/S Smalltalk, làm cho nó trở thành một trong những ứng dụng Smalltalk quy mô lớn nhất thế giới.

## Chăm sóc môi trường
OOCL là công ty vận chuyển container đầu tiên trên thế giới được chứng nhận Hệ thống Quản lý An toàn, Chất lượng và Môi trường (Safety, Quality and Environmental (SQE) Management System certification) (trong đó hợp nhất các yêu cầu của ISM-Code, ISO9001:2000 và ISO14001).
OOCL duy trì việc tuân thủ 100 phần trăm chương trình Cờ Xanh của Cảng Long Beach trong năm 2006 và 2007. OOCL giảm giá tổng cộng 140.000 đô-la Mỹ cho các dự án cộng đồng và từ thiện ở Long Beach.
OOCL cũng tuân thủ chương trình Qualship 21, xác định hoạt động chất lượng của những tàu gắn cờ ngoài Hoa Kỳ, và giữ an toàn nghiêm ngặt và những tiêu chuẩn chống ô nhiễm trên toàn thế giới.
OOCL đã đi tiên phong trong chương trình tiết kiệm nhiên liệu từ năm 2001, là cách hiệu quả nhất để giảm thiểu các loại khí nhà kính (đặc biệt là CO2). Những sáng kiến để giảm thiểu tiêu hao nhiên liệu bao gồm:
- Hệ thống định tuyến thời tiết để chỉ ra tuyến đường ngắn hơn một cách an toàn
- Tối ưu tính cân bằng của hàng hóa và giảm thiểu nước dằn tàu
- Bơm nhiên liệu và kiểm soát thời gian van xả cho hiệu suất tốt hơn
- Máy phát điện trục và tiết kiệm khí thải để tạo ra điện
- Bảo dưỡng thường xuyên để giữ tàu sạch sẽ và tránh sự sinh trưởng của một số sinh vật biển như sò, tảo và động vật thân mềm. Quá trình này bao gồm việc đánh bóm cánh quạt và vỏ tàu, và giám sát quá trình hoạt động của động cơ.

OOCL đã tiến hành các cuộc nghiên cứu Shore Power Study (2003) và Sea Water Scrubber Study (2005) để biên soạn tài liệu về những cách khác nhau để giảm khí thải ở cảng và biển.
Vào năm 1992, 5 năm trước khi diễn ra Nghị định thư Montreal - một hiệp ước quốc tế về bảo vệ tầng Ozone của Trái Đất - OOCL đã chọn cách thay đổi thiết kế của máy móc container lạnh để loại bỏ sản phẩm khí CFC (Chlorofluorocarbons). Ngày nay, OOCL chỉ sử dụng chất làm lạnh không chứa CFC trong tất cả các container.
OOCL tự nguyện tuân thủ với Cảng Long Beach chương trình "Clean Truck Program" trong 8 tháng đầu năm. Từ 1 tháng 1 năm 2008, OOCL ngừng sử dụng những xe tải được sản xuất trước năm 1989 di chuyển giữa các trạm miền nam California , một lần nữa để giảm khí thải.

## Trách nhiệm với cộng đồng
"Học bổng Tung OOCL" được thành lập năm 1995 để hỗ trợ giáo dục cho thế hệ trẻ. Hiện tại, học bổng chia thành hai chương trình: Chương trình Học bổng Đại học (Trung Quốc) và Học bổng Con em Công nhân viên.
Học bổng Đại học được thành lập ở 6 trường đại học danh tiếng. Đó là Đại học Thanh Hoa, Đại học Bắc Kinh, Đại học Phục Đán, Đại học Giao thông Thượng Hải, Đại học Chiết Giang và Đại học Nam Kinh. Từ khi khởi động chương trình có hơn 2.500 sinh viên đã tốt nghiệp và chưa tốt nghiệp được nhận học bổng với tổng số tiền 2,3 triệu đô-la Mỹ. Hàng năm, một bảng chọn lựa được đề ra tại mỗi trường đại học để đưa ra những thông tin về các ứng cử viên, dựa trên thành tích học tập và tham gia các phong trào ngoại khóa.
Dựa trên cùng tiêu chuẩn lựa chọn, Học bổng Con em Công nhân viên được trao hàng năm cho con của những công nhân viên thuộc tất cả các văn phòng OOCL trên khắp các vùng và quốc gia.
OOCL cũng tham gia nhiều hoạt động hỗ trợ cộng đồng với mục đích xứng đáng. Một trong những dự án chính và đang triển khai là HOPE (Health Opportunities for People Everywhere, tạm dịch: Sức khỏe cho Người dân ở khắp mọi nơi). OOCL đang hỗ trợ vận chuyển thiết bị chẩn đoán y tế mới nhất từ Hoa Kỳ (trao tặng bởi những công ty quốc tế) đến Bệnh viện Nhi đồng Thượng Hải, Trung Quốc.
OOCL cũng tài trợ nhiều buổi biểu diễn âm nhạc trong khu vực châu Á-Thái Bình Dương, bao gồm CATS, Bóng ma trong nhà hát, We Will Rock You, Hồ Thiên Nga trên băng, Musical Moments và Chitty Chitty Bang Bang.

## An ninh
OOCL tham gia vào chương trình Quan hệ Thương mại Hải quan chống Khủng bố (C-TPAT) là sáng kiến kinh doanh-chính phủ tự nguyện để xây dựng mối quan hệ hợp tác để làm vững chắc và cải thiện toàn bộ dây chuyền cung cấp quốc tế và an ninh biên giới Hoa Kỳ.
OOCL cũng tuân thủ Mã Bảo mật Tàu Quốc tế và Cảng (International Ship and Port Facility Security Code - ISPS Code). Mã ISPS phát biểu rằng, mối đe dọa càng gia tăng, chỉ có sự đáp trả hợp lý mới giảm được thiệt hại. Theo sau đó, những con tàu sẽ là mục tiêu khảo sát, xác minh, chứng nhận và kiểm soát để chắc chắn rằng những biện pháp an ninh được thực thi. Hệ thống này dựa trên một hệ thống kiểm soát mở rộng đáng kể như đã quy định vào Công ước về sự An toàn của Cuộc sống trên biển năm 1974 (Convention for Safety of Life at Sea - SOLAS).
OOCL cũng tuân thủ Sáng kiến An ninh Container (Container Security Initiative - CSI) và Quy tắc Kê khai Biểu biện Hàng hóa Tạm Ứng 24 giờ của Hải quan Hoa Kỳ (US Customs 24-Hour Advance Cargo Manifest Declaration Rule).

## OOCL Logistics
OOCL Logistics Ltd. (OLL), đơn vị hợp nhất vận chuyển hàng hóa và hậu cần quốc tế của OOIL Group, thành lập năm 1979. Dịch vụ mở rộng từ vận chuyển hàng hóa đơn giản đến quản lý và vận hành những chương trình tổng quát hơn liên quan đến vận tải đa phương thức, kho bãi và hoạt động phân phối.

## Lịch sử

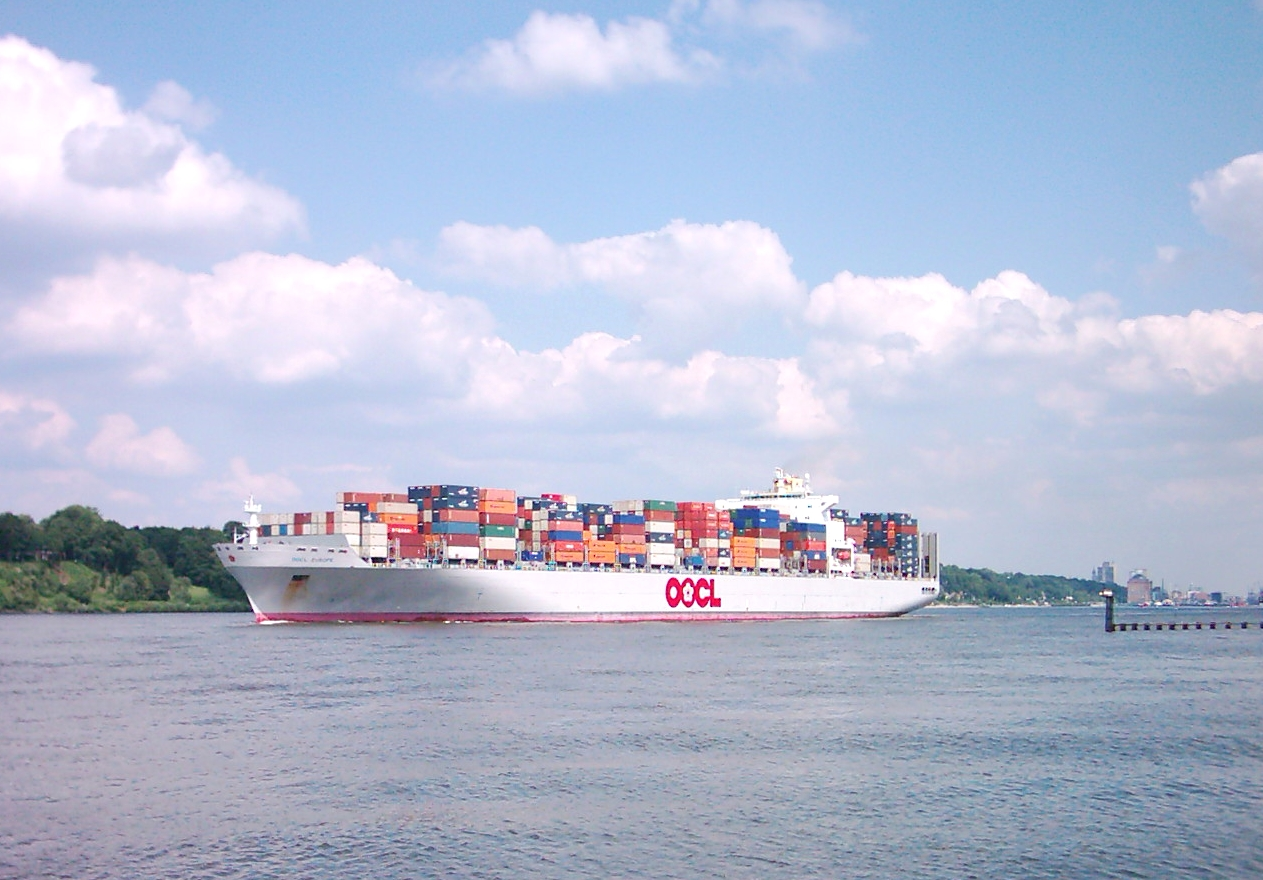
Một tàu container OOCL tại sông Elbe, Hamburg, Đức.

OOCL được thành lập vào năm 1947 bởi C. Y. Tung với tên gọi Orient Overseas Line. Và cái tên hiện tại có từ năm 1969, khi công ty bắt đầu quá trình container hóa.
Vào năm 1969, OOCL là dây chuyền vận chuyển đầu tiên của châu Á vận chuyển hàng hóa container qua Thái Bình Dương, và điều đó cũng làm thay đổi cục diện của thương mại toàn cầu trong khu vực châu Á-Thái Bình Dương.
Vào thời kỳ đỉnh cao, OOCL sở hữu một đoàn thuyền với hơn 150 tàu hàng, sức chứa hơn 10 triệu tấn; là một trong 7 dây chuyền vận tải hàng đầu thế giới. Có một thời gian OOCL sở hữu Seawise Giant, con tàu lớn nhất từng được xây dựng.
Nhà sáng lập OOCL, C. Y. Tung, mơ ước tạo ra một đoàn tàu thương mại quốc tế của Trung Quốc. Vào năm 1947, ông đã thực hiện được giấc mơ này khi con tàu đầu tiên với thủy thủ toàn người Trung Quốc đến được bờ biển Đại Tây Dương của Hoa Kỳ và châu Âu. Những dịch vụ hàng hóa và hành khách thông thường được phát triển theo sau đó dưới tên Orient Overseas Line.
Khi quá trình container hóa bắt đầu năm 1969, công ty đã đổi tên thành Orient Overseas Container Line. Trong những ngày này, một tàu lớp Victory có thể vận chuyển 300 TEU, khác xa với những tàu hậu Panamax hiện nay có thể đi vòng qua các đại dương trên thế giới. Vào tháng 4 năm 2003, OOCL đã nhận tàu Shenzhen lớp SX, tàu container lớn nhất từng được xây dựng với sức chứa 8.063 TEU, vào năm 2006 đã vượt qua con tàu Emma Mærsk.
Sau khi C. Y. Tung qua đời năm 1982, C. H. Tung, trở thành lãnh đạo của Orient Overseas (International) Limited (OOIL), công ty mẹ của OOCL trong vòng 14 năm. Vào năm 1996, C. C. Tung thay thế vị trí khi C. H. Tung trở thành người tổng điều hành của khu hành chính đặc biệt Hồng Kông thuộc nước Cộng hòa Nhân dân Trung Hoa.
Tháng 9 năm 1970, Tung đã mua con tàu khách nổi tiếng RMS Queen Elizabeth để chuyển nó thành một đại học nổi, được biết đến như là Đại học Seawise, trong những nỗ lực để giữ cho chương trình World Campus Afloat hoạt động. Vào ngày 9 tháng 1 năm 1972, con tàu bị cháy trong quá trình tân trang và chìm tại cảng Victoria ở Hồng Kông và xác tàu đã được phá bỏ 3 năm sau đó.
Vào năm 2003 OOCL đã mất đi một trong những nhân viên điều hành cấp cao - Courtenay Allan, người đã từng giữ chức vụ Giám đốc Thương mại vùng Đại Tây Dương. Courtenay qua đời sau khi té khỏi một trục nâng trên còn tàu Montreal ở Le Havre. Vào năm 2007 vụ việc này đã được đưa lên Chính quyền Pháp để điều tra với thẩm quyền trên khắp thế giới để tìm ra những sự thật đằng sau nó. Nhiều thông tin được gia đình Allan đưa ra bao gồm một chuyến viếng thăm Hồng Kông với C. C. Tung - Chủ tịch OOCL vào tháng 12 năm 2006.
Có nhiều công ty vận tải khác mà lịch sử đã trở thành một phần của OOCL. Bao gồm Furness Withy, Houlder Brothers, Manchester Liners, Shaw Savill, PSNC, Prince Line và the Alexander Shipping Company.